# Корноухов, Александр Давыдович
Алекса́ндр Давы́дович Корноу́хов (род. 18 мая 1947, Москва) — художник-монументалист, живописец, график. Советник РААСН (2000), академик РАХ (2018), преподаватель Суриковского Художественного Института с 2000 года (МГАХИ им. Сурикова).

## Биография
Родился в семье художников. В 1970 году окончил Московский полиграфический институт. После окончания института работал в Институте этнографии АН СССР. С 1975 года регулярно выставляется как в России, так и за рубежом. Работы художника находятся в Академии художеств Равенны, Центре Данте в Равенне, Парке Мира в Равенне, Италия, Институте искусств в Сассари, Италия, монастыре Равноапостольной Марии Магдалины, Израиль, частных собраниях в России, Италии, США.
Признание:
- Лауреат международной премии по мозаике(1984)
- Лауреат государственной премии
- Лауреат золотой медали академии художеств

## Основные работы
- Оформление интерьера в техниках мозаики и сграффито ДК ГРЭС в г. Назарово, Красноярский Край, 1971
- Интерьер ДК г. Реутов, МО, 1977
- Мозаики в зимнем саду Чебоксарского приборостроительного завода, 1980
- Архитектурная композиция Центр Космической Связи, Дубна, 1980—1982
- Мозаичное оформление и витраж в Санатории в г. Владимир-30,1980
- Оформление интерьера в технике энкаустики Концертного Зала г. Нижневартовска, 1983
- Человек и природа. Стела в парке Равенны. Международный конкурс, Италия, 1986
- Мозаика над порталом Сионского Кафедрального Собора в Тбилиси, Грузия, 1989
- Храм Митрофана Воронежского, Москва, 1989
- Мозаика в монастыре Св. Марии Магдалины в Гефсимании, Израиль,1990
- Храм Косьмы и Дамиана в Шубине, Москва, 1990
- Храм Преображения Господня в Тушино, Москва, 1992—1993
- Оформление ресторана Radicchio Rosso, Равенна, Италия, 1993
- Оформление интерьера особняка, г. Сассари, Италия, 1993
- Оформление интерьера частного дома, г. Сассари, Италия, 1993
- Церковь Знамения в г. Красногорске, Московская область, 1994
- Оформление интерьера из дерева и стекла ДК г. Череповец ,1995
- Храм Sant Ugo, Рим, 1996
- Мозаика «Новый Иерусалим» в капелле Redemptoris Mater папского дворца Ватикана, 1997—1998
- Мозаика в храме Успения Пресвятой Богородицы на Успенском Вражке, Москва, 2003
- Мозаика в храме Христос в Эммаусе, Цюрих, Швейцария, 2004
- Мозаика в Горненском монастыре, Израиль,2005
- Мозаика в храме Казанской Иконы Божьей Матери, с. Пучково Наро-фоминского района, МО, 2005
- Мозаика в храме Св. Димитрия Солунского в с. Дуброво, Наро-фоминский р-н, МО, 2007
- Преображенское содружество малых православных братств, Холщевики, МО, 2007-2009
- Храм трех святителей в Архангельском, пос. Воскресенское, Новомосковский округ, 2004-2016

### Издания
- Каталог групповой выставки на ул. Ремизова 10, Москва, 1979;
- Альбом «Московские монументалисты», 1985, стр. 92-95;
- Журнал «Mosaica», N2, 1985, Равенна, стр.32;
- Каталог групповой выставки в зале на ул. Вавилова, Москва, 1988;
- Сборник «Художник и город», 1988, стр. 348—356;
- Каталог «Parco della pace», Равенна, 1988, стр. 32;
- Каталог выставки в галерее «М`АРС», Москва, 1989;
- Журнал «Europa Nuova», N11, 1992, Москва;
- Христианский журнал «JESUS», 1993, Милан.